# Gin-iro no kami no Agito
Gin-iro no kami no Agito (銀色の髪のアギト, ぎんいろのかみのアギト) là một phim anime do Sugiyama Keiichi đạo diễn và hãng Gonzo thực hiện. Bộ phim đã công chiếu lần đầu vào ngày 07 tháng 1 năm 2006. Phim lấy bối cảnh 300 năm sau sự kiện những cái cây có ý thức trong một phòng thí nghiệm trên Mặt Trăng được tạo ra với khả năng phát triển trong điều kiện khắc nghiệt và khô cằn đã quyết định thoát ra phá hủy Mặt Trăng và hủy diệt nền văn minh của con người cũng như phục hồi lại Trái Đất như lúc nguyên sinh là được bao phủ bởi rừng. Cốt truyện phim xoay quanh cậu bé có mái tóc trắng tên Agito là hậu duệ của những người sống sót đã học cách thích nghi và cùng tồn tại với thiên nhiên. Cậu đã vô tình tìm ra một cô gái đã ngủ suốt 300 năm đeo một chiếc vòng cổ có thể đánh thức một thứ vũ khí khổng lồ từ 300 năm trước. Việc này đã khiến trở thành mục tiêu của những thế lực muốn phá hủy thiên nhiên và giành lại thế giới của con người như trước kia. Được thiên nhiên ban cho sức mạnh Agito đã lên đường giải cứu cô.
Phim anime cũng đã được phát trên toàn bộ hệ thống của kênh Animax Asia ở khu vực Đông Nam Á và Nam Á. Funimation Entertainment đã đăng ký bản quyền phiên bản tiếng Anh để phát hành tại thị trường Bắc Mỹ ngoài ra phim còn được dịch ra các thứ tiếng để phân phối và phát sóng tại các nước khác như Universum Anime và Universum-Films đăng ký tại Đức, Kaze đăng ký tại Pháp, MC Entertainment đăng ký tại Nga, Manga Entertainment đăng ký tại Anh và Ireland và Madman Entertainment đăng ký tại Úc và New Zealand.

## Tổng quan

### Nhân vật
Agito (アギト)
Lồng tiếng bởi: Katsuji Ryō, Kobayashi Yumiko (lúc nhỏ)
Toola (トゥーラ)
Lồng tiếng bởi: Miyazaki Aoi
Yolda (ヨルダ)
Lồng tiếng bởi: Kotegawa Yūko
Cain (カイン)
Lồng tiếng bởi: Hamaguchi Masaru
Hajan (ハジャン)
Lồng tiếng bởi: Fukawa Toshikazu
Shunack (シュナック)
Lồng tiếng bởi: Endō Kenichi
Agashi (アガシ)
Lồng tiếng bởi: Ōsugi Ren
Minka (ミンカ)
Lồng tiếng bởi: Minami Omi
Jessica (ジェシカ)
Lồng tiếng bởi: Yuya Atsuko
Berui (ベールイ)
Lồng tiếng bởi: Mamiya Kurumi
Zerui (ゼールイ)
Lồng tiếng bởi: Kaneda Tomoko
Sakul hakushi (サクル博士)
Lồng tiếng bởi: Tanaka Hideyuki
Nabe oyaji (なべ親父)
Lồng tiếng bởi: Mugihito
Agohige (アゴヒゲ)
Lồng tiếng bởi: Hōki Katsuhisa
Kuchihige (クチヒゲ)
Lồng tiếng bởi: Koyama Takehiro
Oyakata (親方)
Lồng tiếng bởi: Naka Hiroshi
Seibi-hei (整備兵)
Lồng tiếng bởi: Hoshino Mitsuaki
Announcer (アナウンス)
Lồng tiếng bởi: Horie Yukari

## Âm nhạc
Phim anime có 2 bài hát chủ đề, 1 mở đầu và 1 kết thúc. Bài hát mở đầu có tên Chouwa Oto ~with reflection~ (調和oto 〜with reflection〜) và bài hát kết thúc có tên Ai no Melody (愛のメロディー) cả hai đều do KOKIA trình bày. Đĩa đơn chứa hai bài hát đã phát hành vào ngày 01 tháng 1 năm 2006 với hai phiên bản, giới hạn và bình thường. Iwasaki Taku đảm nhận việc biên soạn các bản nhạc dùng trong phim anime và album chứa các bản nhạc này đã phát hành vào ngày 07 tháng 1 năm 2006.
| Ai no Melody / Chouwa oto ~with reflection~ (愛のメロディー/調和 oto〜with reflection〜) | Ai no Melody / Chouwa oto ~with reflection~ (愛のメロディー/調和 oto〜with reflection〜) | Ai no Melody / Chouwa oto ~with reflection~ (愛のメロディー/調和 oto〜with reflection〜) |
| STT                                                                                      | Nhan đề                                                                                  | Thời lượng                                                                               |
| ---------------------------------------------------------------------------------------- | ---------------------------------------------------------------------------------------- | ---------------------------------------------------------------------------------------- |
| 1.                                                                                       | "Ai no Melody (original ver.) (愛のメロディー(original ver.))"                           | 5:42                                                                                     |
| 2.                                                                                       | "Chouwa Oto ~with reflection~ (調和oto 〜with reflection〜)"                             | 4:38                                                                                     |
| 3.                                                                                       | "Ai no Melody (soundtrack ver.) (愛のメロディー(soundtrack ver.))"                       | 7:06                                                                                     |
| 4.                                                                                       | "Ai no Melody (instrumental) (愛のメロディー(instrumental))"                             | 5:41                                                                                     |
| Tổng thời lượng:                                                                         | Tổng thời lượng:                                                                         | 23:07                                                                                    |

| Gin-iro no kami no Agito Original Soundtrack (劇場アニメーション「銀色の髪のアギト」オリジナルサウンドトラック) | Gin-iro no kami no Agito Original Soundtrack (劇場アニメーション「銀色の髪のアギト」オリジナルサウンドトラック) | Gin-iro no kami no Agito Original Soundtrack (劇場アニメーション「銀色の髪のアギト」オリジナルサウンドトラック) |
| STT | Nhan đề | Thời lượng |
| --- | --- | --- |
| 1. | "Mori no Kioku (森の記憶)"                                                                                      | 0:42 |
| 2. | "Chouwa Oto ~with reflection~ (調和 oto〜with reflection〜)"                                                    | 4:38 |
| 3. | "Agito to Kain (アギトとカイン)"                                                                                | 2:50 |
| 4. | "Doruido (ドルイド)"                                                                                            | 1:27 |
| 5. | "Toola (トゥーラ)"                                                                                              | 0:59 |
| 6. | "Dai Kouzui (大洪水)"                                                                                           | 1:53 |
| 7. | "Chuuritsu Toshi (中立都市)"                                                                                    | 3:05 |
| 8. | "Taizai Kyoka (滞在許可)"                                                                                       | 1:21 |
| 9. | "Ragna Gun (ラグナ軍)"                                                                                          | 2:20 |
| 10. | "Houshi Katsudou (奉仕活動)"                                                                                    | 1:19 |
| 11. | "Agito to Toola 1 (アギトとトゥーラ1)"                                                                          | 1:47 |
| 12. | "Agashi (アガシ)"                                                                                               | 1:35 |
| 13. | "Kako Kara Kita Otoko (過去から来た男)"                                                                         | 3:10 |
| 14. | "Sudachi (巣立ち)"                                                                                              | 1:08 |
| 15. | "Toria City (トリアシティ)"                                                                                     | 3:13 |
| 16. | "Minka no Kanashimi (ミンカの悲しみ)"                                                                           | 1:03 |
| 17. | "Kikan Shinden (樹冠神殿)"                                                                                      | 1:47 |
| 18. | "Kyouka Karada (強化体)"                                                                                        | 0:54 |
| 19. | "Agito to Toola 2 (アギトとトゥーラ2)"                                                                          | 1:56 |
| 20. | "Chikara no Bousou (力の暴走)"                                                                                  | 3:21 |
| 21. | "Yolda no Omoi (ヨルダの想い)"                                                                                  | 1:05 |
| 22. | "Tsuki ga Kowareta Hi (月が壊れた日)"                                                                           | 1:24 |
| 23. | "Chikyuu Ryokka Project (地球緑化プロジェクト)"                                                                 | 2:09 |
| 24. | "Istolk Shidou (イストーク始動)"                                                                                | 3:00 |
| 25. | "Soukougeki (総攻撃)"                                                                                           | 3:23 |
| 26. | "Istolk wo Yamero (イストークを止めろ)"                                                                         | 1:32 |
| 27. | "Dai Funka ~Agito to Toola 3~ (大噴火〜アギトとトゥーラ3〜)"                                                    | 3:06 |
| 28. | "Boku Tachi no Mirai no Tame ni (僕たちの未来のために)"                                                         | 2:45 |
| 29. | "Mori to Nin wo Tsunagu Mono (森と人をつなぐもの)"                                                              | 1:01 |
| 30. | "Ai no Melody (Soundtrack ver.) (愛のメロディー(Soundtrack ver.))"                                              | 7:17 |
| 31. | "Bonus Track: M-10a ~ M-10b (ボーナストラック：M-10a〜M10b)"                                                    | 3:09 |
| 32. | "Bonus Track: M-21a (ボーナストラック：M-21a)"                                                                  | 0:56 |
| 33. | "Bonus Track: M-21b (ボーナストラック：M-21b)"                                                                  | 1:32 |
| 34. | "Bonus Track: M-23 (ボーナストラック：M-23)"                                                                    | 2:51 |
| Tổng thời lượng:                                                                                                | Tổng thời lượng:                                                                                                | 1:15:38 |